# Dušan Polívka

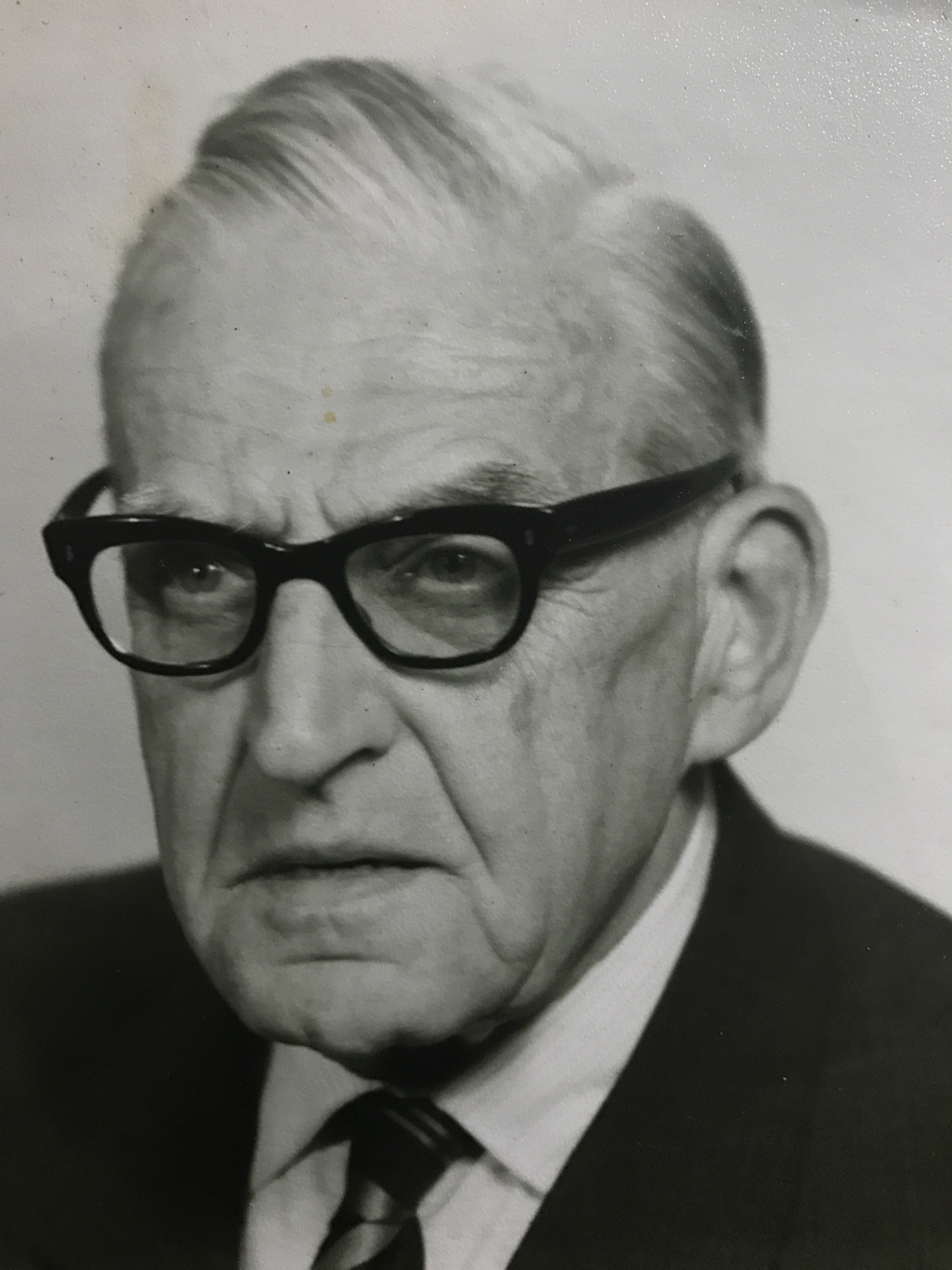
Dušan Polívka 70. léta

Dušan Polívka (25. listopadu 1900 Praha – 4. listopadu 1983 Plzeň) byl český lékař (ortoped) a vysokoškolský pedagog, působil jako přednosta Fakultní nemocnice Plzeň.

## Biografie
Jeho otcem byl architekt Osvald Polívka. Promoval na Univerzitě Karlově v roce 1924. Od roku 1929 byl asistentem ortopedické kliniky v Praze a v roce 1933 odešel do Plzně. V roce 1945 byl jmenován přednostou nově vytvořeného ortopedického oddělení Městské všeobecné veřejné nemocnice v Plzni (později Fakultní nemocnice Plzeň). V roce 1948 se habilitoval. V čele ortopedické kliniky FN zůstal do roku 1971, kdy odešel do důchodu.
Dne 4. listopadu 1983 v Plzni zemřel. Byl pohřben v rodinné hrobce na Olšanských hřbitovech v Praze.